# Liga dos Campeões da UEFA de 2020–21 – Rodadas de Qualificação
As Rodadas de Qualificação da Liga dos Campeões da UEFA de 2020–21 foram disputadas entre os dias 8 de agosto até 30 de setembro de 2020. Um total de 53 equipes competem nesta fase para decidir 6 das 32 vagas na fase de grupos.
Todas as partidas seguem o Horário de Verão da Europa Central (UTC+2).

## Calendário
O calendário para esta edição da competição é o seguinte (todos os sorteios serão realizados na sede da UEFA em Nyon na Suíça. O torneio teria começado originalmente em junho de 2020, mas foi adiado para agosto devido a pandemia de COVID-19 na Europa. O novo calendário foi anunciado em 17 de junho de 2020.
Os confrontos da rodada premilinar, primeira pré-eliminatória, segunda pré-eliminatória e terceira pré-eliminatória serão disputadas em somente uma única partida, os mandantes dos jogos serão decididos por sorteio (exceto a rodada preliminar que será disputada em uma sede neutra), e todas as partidas serão disputadas com os portões fechados.
| Rodada                    | Data do sorteio       | Partida de ida                         | Partida de volta                    |
| ------------------------- | --------------------- | -------------------------------------- | ----------------------------------- |
| Rodada premilinar         | 17 de julho de 2020   | 8 de agosto de 2020 (rodada semifinal) | 11 de agosto de 2020 (rodada final) |
| Primeira pré-eliminatória | 9 de agosto de 2020   | 18–19 de agosto de 2020                | 18–19 de agosto de 2020             |
| Segunda pré-eliminatória  | 10 de agosto de 2020  | 25–26 de agosto de 2020                | 25–26 de agosto de 2020             |
| Terceira pré-eliminatória | 31 de agosto de 2020  | 15–16 de setembro de 2020              | 15–16 de setembro de 2020           |
| Rodada de play-off        | 1 de setembro de 2020 | 22–23 de setembro de 2020              | 29–30 de setembro de 2020           |

## Rodada preliminar
Nesta fase as equipes disputaram a vaga na primeira pré-eliminatória em uma espécie de torneio contendo semifinal e final aonde estas vagas são definidas em uma única partida. Os perdedores desta fase entrarão na segunda pré-eliminatória da Liga Europa da UEFA de 2020–21.
O sorteio para esta fase foi realizado em 17 de julho de 2020. As semifinais foram disputadas em 8 de agosto e a final em 11 de agosto de 2020. Todas as partidas foram disputadas no Colovray Sports Centre em Nyon na Suíça. Os perdedores das semifinais e finais entrarão na segunda pré-eliminatória da Liga Europa da UEFA de 2020–21.
| Equipe 1  | Resultado | Equipe 2              |           |           |           |
| Semifinal | Semifinal | Semifinal             | Semifinal | Semifinal | Semifinal |
| --------- | --------- | --------------------- | --------- | --------- | --------- |
| Tre Fiori | 0–2       | Linfield              |           |           |           |
| Drita     | 2–1       | Inter Club d'Escaldes |           |           |           |
| Final     |           |                       |           |           |           |
| Drita     | 0–3       | Linfield              |           |           |           |

### Semifinal
| 8 de agosto de 2020 | Tre Fiori | 0 – 2     | Linfield                | Colovray Sports Centre, Nyon         |
| 15:00               |           | Relatório | Héry 71' · Manzinga 83' | Público: 0 Árbitro: HUN Balázs Berke |

| 8 de agosto de 2020 | Drita                         | 2 – 1     | Inter Club d'Escaldes | Colovray Sports Centre, Nyon               |
| 18:00               | X. Shabani 21' · Namani 45+3' | Relatório | García 29'            | Público: 0 Árbitro: WAL Robert Ian Jenkins |

### Final
| 11 de agosto de 2020 | Drita | 0 – 3     | Linfield | Colovray Sports Centre, Nyon                 |
| 18:00                |       | Relatório |          | Público: 0 Árbitro: GRE Ioannis Papadopoulos |

## Primeira pré-eliminatória
O sorteio para esta fase foi realizado em 9 de agosto de 2020. As partidas foram disputadas em 18 e 19 de agosto de 2020. Os perdedores entraram na segunda pré-eliminatória da Liga Europa da UEFA de 2020–21.
| Equipe 1             | Resultado   | Equipe 2           |
| -------------------- | ----------- | ------------------ |
| Ferencváros          | 2–0         | Djurgårdens IF     |
| Celtic               | 6–0         | KR                 |
| Légia Varsóvia       | 1–0         | Linfield           |
| Sheriff Tiraspol     | 2–0         | Fola Esch          |
| Connah's Quay Nomads | 0–2         | Sarajevo           |
| Estrela Vermelha     | 5–0         | Europa             |
| Budućnost Podgorica  | 1–3         | Ludogorets Razgrad |
| Ararat-Armenia       | 0–1 (pro)   | Omonia             |
| Floriana             | 0–2         | Cluj               |
| Maccabi Tel Aviv     | 2–0         | Riga               |
| Qarabağ              | 4–0         | Sileks             |
| Dinamo Tbilisi       | 0–2         | Tirana             |
| Dinamo Brest         | 6–3         | Astana             |
| Molde                | 5–0         | KuPS               |
| Flora                | 1–1 (2–4 p) | Sūduva             |
| Celje                | 3–0         | Dundalk            |
| KÍ                   | 3–0         | Slovan Bratislava  |

### Partidas
| 18 de agosto de 2020 | Qarabağ                                     | 4 – 0     | Sileks | Estádio Tofiq Bahramov, Bacu           |
| 18:00                | Romero 11' · Guerrier 40', 51' · Emreli 80' | Relatório |        | Público: 0 Árbitro: UKR Yaroslav Kozyk |

| 18 de agosto de 2020 | Légia Varsóvia | 1 – 0     | Linfield | Estádio do Exército Polonês, Varsóvia   |
| 19:00                | Kanté 82'      | Relatório |          | Público: 0 Árbitro: BEL Nicolas Laforge |

| 18 de agosto de 2020 | Dinamo Brest                                                      | 6 – 3     | Astana                                     | Complexo Esportivo Regional Brestsky, Brest |
| 20:00                | Gordeichuk 16', 22' · Pyachenin 17' · Sedko 37' · Diallo 55', 90' | Relatório | Tomasov 45' · Rotariu 53' · Beisebekov 87' | Público: 0 Árbitro: POL Tomasz Musiał       |

| 18 de agosto de 2020 | Celtic                                                                                    | 6 – 0     | KR | Celtic Park, Glasgow                       |
| 20:45                | Elyounoussi 6', 90+1' · Aðalsteinsson 17' (g.c.) · Jullien 31' · Taylor 46' · Édouard 72' | Relatório |    | Público: 0 Árbitro: AUT Sebastian Gishamer |

| 18 de agosto de 2020 | Estrela Vermelha                              | 5 – 0     | Europa | Estádio Estrela Vermelha, Belgrado          |
| 21:00                | Ben Nabouhane 35', 44', 52' · Ivanić 78', 87' | Relatório |        | Público: 0 Árbitro: CYP Timotheos Christofi |

| 19 de agosto de 2020 | Ararat-Armenia | 0 – 1 (pro) | Omonia     | Estádio da Academia de Futebol de Erevã, Erevã |
| 17:00                |                | Relatório   | Thiago 94' | Público: 0 Árbitro: ROU Sebastian Colţescu     |

| 19 de agosto de 2020 | Molde                                                                  | 5 – 0     | KuPS | Aker Stadion, Molde                        |
| 18:00                | Hestad 26' · Eikrem 37' · Omoijuanfo 65' · Pedersen 87' · Knudtzon 89' | Relatório |      | Público: 0 Árbitro: WAL Bryn Markham-Jones |

| 19 de agosto de 2020 | Flora        | 1 – 1 (pro) | Sūduva             | A. Le Coq Arena, Tallinn                |
| 18:30                | Sappinen 49' | Relatório   | Topčagić 78' (pen) | Público: 0 Árbitro: SVN Nejc Kajtazovic |

|                                      |       | Penalidades                          |  |
| Vassiljev Sappinen Järvelaid Soomets | 2 – 4 | Švrljuga Šabala Tadić Pušić Topčagić |  |

| 19 de agosto de 2020 | Celje                                     | 3 – 0     | Dundalk | Estádio Ferenc Szusza, Budapeste (Hungria)       |
| 19:00                | Kerin 43' · Vizinger 89' · Dangubić 90+5' | Relatório |         | Público: 0 Árbitro: POR Vitor Fernandes Ferreira |

| 19 de agosto de 2020 | Dinamo Tbilisi | 0 – 2     | Tirana                         | Estádio Boris Paichadze, Tbilisi       |
| 19:00                |                | Relatório | Torassa 45+4' · Ismailgeci 86' | Público: 0 Árbitro: EST Roomer Tarajev |

| 19 de agosto de 2020 | Maccabi Tel Aviv              | 2 – 0     | Riga | Estádio Bloomfield, Tel Aviv       |
| 19:00                | Blackman 58' (pen), 88' (pen) | Relatório |      | Público: 0 Árbitro: CRO Igor Pajac |

| 19 de agosto de 2020 | Ferencváros    | 2 – 0     | Djurgårdens IF | Groupama Arena, Budapeste          |
| 19:00                | Nguen 33', 62' | Relatório |                | Público: 0 Árbitro: SUI Fedayi San |

| 19 de agosto de 2020 | Budućnost Podgorica | 1 – 3     | Ludogorets Razgrad                     | Estádio Pod Goricom, Podgorica        |
| 20:00                | Ćuković 31'         | Relatório | Marín 12' · Tchibota 25' · Cauly 90+3' | Público: 0 Árbitro: HUN Ferenc Karakó |

| 19 de agosto de 2020 | Connah's Quay Nomads | 0 – 2     | Sarajevo       | Cardiff City Stadium, Cardiff                 |
| 20:00                |                      | Relatório | Tatar 16', 65' | Público: 0 Árbitro: NIR Jamie Robert Robinson |

| 19 de agosto de 2020 | Sheriff Tiraspol      | 2 – 0     | Fola Esch | Estádio Sheriff, Tiraspol            |
| 20:00                | Abang 36' · Lukić 80' | Relatório |           | Público: 0 Árbitro: HUN Balázs Berke |

| 19 de agosto de 2020 | Floriana | 0 – 2     | Cluj                       | Estádio Centenário, Ta' Qali            |
| 21:00                |          | Relatório | Cestor 53' · Golofca 90+7' | Público: 0 Árbitro: LUX Laurent Kopriwa |

| 21 de agosto de 2020 | KÍ | 3 – 0     | Slovan Bratislava | Við Djúpumýrar, Klaksvík                   |
| 18:00                |    | Relatório |                   | Público: 0 Árbitro: NOR Kristoffer Hagenes |

## Segunda pré-eliminatória
O sorteio para esta fase foi realizado em 10 de agosto de 2020. As partidas foram disputadas em 25 e 26 de agosto de 2020.
| Equipe 1           | Resultado   | Equipe 2         |
| ------------------ | ----------- | ---------------- |
| Cluj               | 2–2 (5–6 p) | Dínamo Zagreb    |
| Young Boys         | 3–1         | KÍ               |
| Celtic             | 1–2         | Ferencváros      |
| Sūduva             | 0–3         | Maccabi Tel Aviv |
| Légia Varsóvia     | 0–2 (pro)   | Omonia           |
| Celje              | 1–2         | Molde            |
| Ludogorets Razgrad | 0–1         | Midtjylland      |
| Dinamo Brest       | 2–1         | Sarajevo         |
| Qarabağ            | 2–1         | Sheriff Tiraspol |
| Tirana             | 0–1         | Estrela Vermelha |

| Equipe 1   | Resultado | Equipe 2       |
| ---------- | --------- | -------------- |
| AZ Alkmaar | 3–1 (pro) | Viktoria Plzeň |
| PAOK       | 3–1       | Beşiktaş       |
| Lokomotiva | 0–1       | Rapid Viena    |

### Partidas
| 25 de agosto de 2020 | PAOK                        | 3 – 1     | Beşiktaş  | Estádio Toumba, Salonica               |
| 20:00                | Tzolis 7', 24' · Pelkas 30' | Relatório | Larin 37' | Público: 0 Árbitro: ITA Daniele Doveri |

| 25 de agosto de 2020 | Tirana | 0 – 1     | Estrela Vermelha | Air Albania Stadium, Tirana            |
| 20:00                |        | Relatório | Tomané 62'       | Público: 0 Árbitro: SWE Kaspar Sjöberg |

| 26 de agosto de 2020 | AZ Alkmaar                                      | 3 – 1 (pro) | Viktoria Plzeň | AFAS Stadion, Alkmaar                |
| 16:30                | Koopmeiners 90+5' (pen) · Guðmundsson 98', 118' | Relatório   | Limberský 78'  | Público: 0 Árbitro: POR Luis Godinho |

| 26 de agosto de 2020 | Qarabağ                      | 2 – 1     | Sheriff Tiraspol | Estádio Tofiq Bahramov, Bacu             |
| 18:00                | Matić 22' (pen) · Emreli 63' | Relatório | Castañeda 78'    | Público: 0 Árbitro: KAZ Furkat Atazhanov |

| 26 de agosto de 2020 | Celje      | 1 – 2     | Molde                   | Stadion Z'dežele, Celje                 |
| 18:00                | Lotrič 38' | Relatório | Hussain 57' · James 74' | Público: 0 Árbitro: NED Jochem Kamphuis |

| 26 de agosto de 2020 | Sūduva | 0 – 3     | Maccabi Tel Aviv                           | Estádio Sūduva, Marijampolė            |
| 18:00                |        | Relatório | Rikan 30' · Blackman 73' · Davidzada 90+2' | Público: 0 Árbitro: SVN Rade Obrenovič |

| 26 de agosto de 2020 | Lokomotiva | 0 – 1     | Rapid Viena | Stadion Kranjčevićeva, Zagreb                 |
| 19:00                |            | Relatório | Kara 32'    | Público: 0 Árbitro: ESP Juan Martínez Munuera |

| 26 de agosto de 2020 | Ludogorets Razgrad | 0 – 1     | Midtjylland        | Ludogorets Arena, Razgrad             |
| 19:30                |                    | Relatório | Júnior Brumado 77' | Público: 0 Árbitro: UKR Denys Shurman |

| 26 de agosto de 2020 | Dinamo Brest               | 2 – 1     | Sarajevo      | Complexo Esportivo Regional Brestsky, Brest |
| 20:00                | Gordeichuk 3' · Diallo 49' | Relatório | Đokanović 34' | Público: 0 Árbitro: CYP Loukas Sotiriou     |

| 26 de agosto de 2020 | Légia Varsóvia | 0 – 2 (pro) | Omonia                        | Estádio do Exército Polonês, Varsóvia    |
| 20:00                |                | Relatório   | Gómez 92' (pen) · Thiago 107' | Público: 0 Árbitro: BEL Nathan Verboomen |

| 26 de agosto de 2020 | Cluj                         | 2 – 2 (pro) | Dínamo Zagreb            | Stadionul Dr. Constantin Rădulescu, Cluj-Napoca |
| 20:00                | Pereira 64' · Debeljuh 90+3' | Relatório   | Gojak 14' · Kastrati 78' | Público: 0 Árbitro: POR António Nobre           |

|                                                        |       | Penalidades                                             |  |
| Paulo Vinícius Djoković Rondón Sušić Golofca Deac Boli | 5 – 6 | Petković Leovac Ademi Stojanović Gojak Dilaver Gvardiol |  |

| 26 de agosto de 2020 | Young Boys                               | 3 – 1     | KÍ             | Stade de Suisse, Berna                    |
| 20:15                | Nsame 51' · Sulejmani 57' · Ngamaleu 82' | Relatório | Johannesen 79' | Público: 0 Árbitro: GRE Athanasios Tzilos |

| 26 de agosto de 2020 | Celtic       | 1 – 2     | Ferencváros          | Celtic Park, Glasgow                    |
| 20:45                | Christie 53' | Relatório | Sigér 7' · Nguen 75' | Público: 0 Árbitro: NED Allard Lindhout |

## Terceira pré-eliminatória
O sorteio para esta fase foi realizado em 30 de agosto de 2020. As partidas foram disputadas em 15 e 16 de setembro de 2020.
| Equipe 1         | Resultado   | Equipe 2         |
| ---------------- | ----------- | ---------------- |
| Ferencváros      | 2–1         | Dínamo Zagreb    |
| Qarabağ          | 0–0 (5–6 p) | Molde            |
| Omonia           | 1–1 (4–2 p) | Estrela Vermelha |
| Midtjylland      | 3–0         | Young Boys       |
| Maccabi Tel Aviv | 1–0         | Dinamo Brest     |

| Equipe 1       | Resultado | Equipe 2    |
| -------------- | --------- | ----------- |
| PAOK           | 2–1       | Benfica     |
| Dínamo de Kiev | 2–0       | AZ Alkmaar  |
| Gent           | 2–1       | Rapid Viena |

### Partidas
| 15 de setembro de 2020 | Dínamo de Kiev                 | 2 – 0     | AZ Alkmaar | Estádio Olímpico, Kiev                |
| 19:00                  | Rodrigues 50' · Shaparenko 87' | Relatório |            | Público: 0 Árbitro: ISR Orel Grinfeld |

| 15 de setembro de 2020 | PAOK                          | 2 – 1     | Benfica    | Estádio Toumba, Salonica            |
| 20:00                  | Giannoulis 63' · Živković 75' | Relatório | Rafa 90+4' | Público: 0 Árbitro: GER Felix Brych |

| 15 de setembro de 2020 | Gent                              | 2 – 1     | Rapid Viena | Ghelamco Arena, Gent                   |
| 20:30                  | Dorsch 36' · Yaremchuck 59' (pen) | Relatório | Demir 90+3' | Público: 0 Árbitro: SWE Andreas Ekberg |

| 16 de setembro de 2020 | Omonia      | 1 – 1 (pro) | Estrela Vermelha | Estádio GSP, Nicósia                   |
| 17:00                  | Lüftner 32' | Relatório   | Ivanić 45+2'     | Público: 0 Árbitro: ENG Chris Kavanagh |

|                          |       | Penalidades                             |  |
| Gómez Gomes Sene Lecjaks | 4 – 2 | Gravić Ben Nabouhane Falcinelli Degenek |  |

| 16 de setembro de 2020 | Maccabi Tel Aviv | 1 – 0     | Dinamo Brest | Estádio Bloomfield, Tel Aviv         |
| 19:00                  | Biton 51' (pen)  | Relatório |              | Público: 0 Árbitro: ITA Davide Massa |

| 16 de setembro de 2020 | Qarabağ | 0 – 0     | Molde | AEK Arena – Georgios Karapatakis, Lárnaca (Chipre) |
| 19:00                  |         | Relatório |       | Público: 0 Árbitro: SRB Srđan Jovanović            |

|                                                       |       | Penalidades                                             |  |
| Matić Medvedev Andrade Medina Mahammadaliyev Huseynov | 5 – 6 | Omoijuanfo Aursnes Hestad Christensen Elliingsen Haugen |  |

| 16 de setembro de 2020 | Ferencváros                | 2 – 1     | Dínamo Zagreb    | Groupama Arena, Budapeste              |
| 19:00                  | Lovrenciscs 3' · Uzuni 66' | Relatório | Uzuni 22' (g.c.) | Público: 0 Árbitro: GER Tobias Stieler |

| 16 de setembro de 2020 | Midtjylland                                | 3 – 0     | Young Boys | MCH Arena, Herning                     |
| 20:30                  | Lefort 51' (g.c.) · Dreyer 62' · Mabil 84' | Relatório |            | Público: 0 Árbitro: BUL Georgi Kabakov |

## Play-off
O sorteio para esta fase foi realizado em 1 de setembro de 2020. As partidas de ida foram disputadas em 22 e 23 de setembro e as partidas de volta em 29 e 30 de setembro de 2020.
| Equipe 1         | Total    | Equipe 2          | 1.º jogo | 2.º jogo |
| ---------------- | -------- | ----------------- | -------- | -------- |
| Slavia Praha     | 1–4      | Midtjylland       | 0–0      | 1–4      |
| Maccabi Tel Aviv | 2–5      | Red Bull Salzburg | 1–2      | 1–3      |
| Olympiacos       | 2–0      | Omonia            | 2–0      | 0–0      |
| Molde            | 3–3 (gf) | Ferencváros       | 3–3      | 0–0      |

| Equipe 1  | Total | Equipe 2       | 1.º jogo | 2.º jogo |
| --------- | ----- | -------------- | -------- | -------- |
| Krasnodar | 4–2   | PAOK           | 2–1      | 2–1      |
| Gent      | 1–5   | Dínamo de Kiev | 1–2      | 0–3      |

### Partidas de ida
| 22 de setembro de 2020 | Krasnodar                        | 2 – 1     | PAOK       | Estádio Krasnodar, Krasnodar           |
| 21:00                  | Claesson 39' (pen) · Cabella 70' | Relatório | Pelkas 32' | Público: 0 Árbitro: FRA Clément Turpin |

| 22 de setembro de 2020 | Maccabi Tel Aviv | 1 – 2     | Red Bull Salzburg                  | Estádio Bloomfield, Tel Aviv           |
| 21:00                  | Biton 9'         | Relatório | Szoboszlai 49' (pen) · Okugawa 57' | Público: 0 Árbitro: ENG Michael Oliver |

| 22 de setembro de 2020 | Slavia Praha | 0 – 0     | Midtjylland | Estádio Sinobo, Praga                |
| 21:00                  |              | Relatório |             | Público: 0 Árbitro: TUR Cüneyt Çakır |

| 23 de setembro de 2020 | Gent            | 1 – 2     | Dínamo de Kiev            | Ghelamco Arena, Gent                   |
| 21:00                  | Kleindienst 41' | Relatório | Supriaha 9' · de Pena 79' | Público: 0 Árbitro: ROU Ovidiu Hațegan |

| 23 de setembro de 2020 | Molde                                  | 3 – 3     | Ferencváros                              | Aker Stadion, Molde                             |
| 21:00                  | James 55' · Eikrem 65' · Ellingsen 83' | Relatório | Boli 7' · Uzuni 52' · Kharatin 87' (pen) | Público: 0 Árbitro: ESP Carlos del Cerro Grande |

| 23 de setembro de 2020 | Olympiacos                          | 2 – 0     | Omonia | Estádio Karaiskákis, Pireu             |
| 21:00                  | Valbuena 69' (pen) · El-Arabi 90+2' | Relatório |        | Público: 0 Árbitro: NED Danny Makkelie |

### Partidas de volta
| 29 de setembro de 2020 | Dínamo de Kiev                                         | 3 – 0     | Gent | Estádio Olímpico, Kiev                   |
| 21:00                  | Buyalskyi 9' · de Pena 36' (pen) · Rodrigues 49' (pen) | Relatório |      | Público: 0 Árbitro: POL Szymon Marciniak |

Dínamo de Kiev venceu por 5–1 no placar agregado e avançou a fase de grupos.
| 29 de setembro de 2020 | Ferencváros | 0 – 0     | Molde | Groupama Arena, Budapeste             |
| 21:00                  |             | Relatório |       | Público: 0 Árbitro: NED Björn Kuipers |

3–3 no placar agregado. Ferencváros venceu pela regra do gol fora de casa e avançou a fase de grupos.
| 29 de setembro de 2020 | Omonia | 0 – 0     | Olympiacos | Estádio GSP, Nicósia                        |
| 21:00                  |        | Relatório |            | Público: 0 Árbitro: ESP Antonio Mateu Lahoz |

Olympiakos venceu por 2–0 no placar agregado e avançou a fase de grupos.
| 30 de setembro de 2020 | PAOK            | 1 – 2     | Krasnodar                            | Estádio Toumba, Salonica               |
| 21:00                  | El Kaddouri 77' | Relatório | Michailidis 73' (g.c.) · Cabella 78' | Público: 0 Árbitro: ITA Daniele Orsato |

Krasnodar venceu por 4–2 no placar agregado e avançou a fase de grupos.
| 30 de setembro de 2020 | Red Bull Salzburg                      | 3 – 1     | Maccabi Tel Aviv | Red Bull Arena, Salzburgo           |
| 21:00                  | Daka 16', 68' · Szoboszlai 45+4' (pen) | Relatório | Karzev 30'       | Público: 0 Árbitro: GER Felix Brych |

Red Bull Salzburg venceu por 5–2 no placar agregado e avançou a fase de grupos.
| 30 de setembro de 2020 | Midtjylland                                             | 4 – 1     | Slavia Praha | MCH Arena, Herning                    |
| 21:00                  | Kaba 65' · Scholz 84' (pen) · Onyeka 88' · Dreyer 90+1' | Relatório | Olayinka 3'  | Público: 0 Árbitro: SVN Damir Skomina |

Midtjylland venceu por 4–1 no placar agregado e avançou a fase de grupos.